# Hooke, Dorset
Hooke är en ort och civil parish i Storbritannien.   Den ligger i kommunen Dorset och riksdelen England, i den södra delen av landet, 190 km väster om huvudstaden London. Hooke ligger 138 meter över havet och antalet invånare är 157.
Terrängen runt Hooke är platt österut, men västerut är den kuperad. Runt Hooke är det ganska tätbefolkat, med 86 invånare per kvadratkilometer. Närmaste större samhälle är Yeovil, 16,0 km norr om Hooke. Trakten runt Hooke består i huvudsak av gräsmarker.